# Стеценко, Кирилл Григорьевич
Кири́лл Григо́рьевич Стеце́нко (укр. Кирило Григорович Стеценко; 12 [24] мая 1882, Квитки, Киевская губерния — 29 апреля 1922, Веприк, Киевская губерния) — украинский композитор, хоровой дирижёр, музыкальный критик, а также педагог и священник. Отец Вадима Стеценко.

## Биография
Родился 12 (24) мая 1882 года в селе Квитки Каневского уезда Киевской губернии в многодетной семье маляра-самоучки. С 1892 года учился в рисовальной школе М. Мурашко и Софийской духовной бурсе в Киеве. С 1899 года пел в хоре Николая Лысенко, в котором позже был помощником дирижёра.
В 1903 году окончил Киевскую духовную семинарию и до 1907 года учился в Музыкально-драматической школе Лысенко у Григория Любомирского. В 1907 году был арестован за участие в общественной деятельности и выслан в Александровск-Грушевский. В 1908 году вернулся из ссылки и преподавал вокал в Белой Церкви и Тырнове.
В 1909 году вернулся в Киев, в 1910 году переехал в Тывров, где работал учителем пения в местном духовном училище. 
В 1911 году, 4 октября был рукоположён в священника Крестовоздвиженской церкви села Голово-Русавы Ямпольского уезда Подольской губернии (ныне северная часть села Александровка); 5 сентября 1917 года был перемещён в село Красногорка в том же уезде.
С 1917 года работал в Киеве в музыкальном отделе Министерства образования. Организовал Первый киевский народный хор, две путешествующих капеллы, на основе которых впоследствии возникла капелла «Думка». Также, совместно с Кошицем, основал Украинскую республиканскую капеллу, с которой он путешествовал по Украине и за рубежом. 
Вынужденный заботиться о материальном обеспечении семьи, в 1921 году переехал в Веприк, где получил приход. В октябре 1921 года участвовал в Первом Всеукраинском церковном соборе, подтвердившем автокефалию УАПЦ. Организовал сельский хор и выступал с ним по селам Киевщины. Весной 1922 года, когда в стране свирепствовали эпидемии, причащая больного тифом крестьянина, заразился и умер 29 апреля 1922 года.

## Творчество
В своём творчестве и деятельности Стеценко был продолжателем национального направления украинской музыки, которое было начато Николаем Лысенко. Его искусство, адресованное простому народу, всегда было связано со словом: он отдавал преимущество хоровым, вокально-инструментальным, оперным жанрам, музыке к театральным представлениям и обработкам народных песен.
Всю свою жизнь посвятил делу музыкального образования. Творчески одарённый человек, тонкого художественного мировоззрения, Кирилл Стеценко занял особенное место в истории украинской музыки как композитор, который суммировал достижение своих предшественников, но в то же время открыл новые пути развития музыкального искусства Украины послеоктябрьского периода.
Своеобразная красота музыкального высказывания в сочетании с приёмами и техникой, присущими композиторам новой генерации XX века, заключалась в использовании народно-песенных мотивов, которые не «цитатно зафиксированы», а оригинально-авторски вплетались в канву его произведений. В первых обработках народных песен, изданных в репертуарном сборнике для семьи и школы «Эхо» вместе с высокохудожественными обработками Н. Лысенко, А. Кошица и Н. Леонтовича, уже ощутимо воплотили особенности индивидуального стиля Стеценко.
Репертуар композитора в разные периоды его жизни пополнялся произведениями патриотически возвышенного характера с опорой на интонации революционных песен (хоры «Завещание» и музыку к поэме «Гайдамаки» на слова Т. Шевченко, «Сон» на стихотворение П. Грабовского). Композитор стремился к воссозданию в кантатах и хоровых поэмах важных событий из народной жизни (кантата «Соединяемся» на стихотворение И. Франка, поэма «Рано утром новобранцы» на стихотворение Т. Шевченко).
В его творчестве важное место занимают соло-пения (свыше 30) на слова Тараса Шевченко, Ивана Франка, Леси Украинки, Александра Олеся и других.
Многогранна и хоровая музыка Стеценко: церковные произведения (две литургии, панихида), кантаты, хоры, а капеллы, обработки украинских народных песен. Музыка к пьесам («Сватанье на Гончаровке» Григория Квитки-Основьяненко, «О чём тырса шелестела» Спиридона Черкасенко, «Бывальщина» А. Велисовского), оперы (не законченные «Пленница», «Кармелюк»), драматическая сцена «Ифигения в Тавриде» по драме Леси Украинки, музыка к поэме Т. Шевченко «Гайдамаки», детские оперы («Ивасик-Телесик», «Лисичка, котик и петушок»). Стеценко — автор школьных песенников.
Особенно нежно красота его музыки раскрывается в поэтических и лирических произведениях, связанных с воспеванием природы и изображением внутренних чувств человека. К. Стеценко был мастером прозрачных красок, светлой и лёгкой, будто «акварельной» зву́кописи (хоры «Всё жило», «Вёснушка-весна» и «То была тихая ночь» на текст Леси Украинки).
Высокое общественное признание композитор снискал как автор церковной музыки. Наивысшими его достижениями считаются «Литургия Св. Иоанна Златоуста», «Всенощная» и «Панихида», посвященная памяти Н. Лысенко. Кирилл Стеценко прошёл путь от учителя гимназии и регента хора духовной семинарии до священника. Он всегда нёс к людям понимание красоты и добра — того, которое даёт настоящее искусство.

## Память
На родине композитора в селе Квитки и в селе Веприк, где он похоронен, существуют мемориальные музеи (см. Мемориальный музей К. Г. Стеценко в Квитках). В Киеве и Львове его именем названы улицы.